# Хатамото
Хатамото (яп. 旗本, «под знамёнами») — самурай в прямом подчинении сёгуната Токугава в феодальной Японии.

## История
В то время, как все три сёгуната в японской истории имели официальных слуг, в первых двух их называли гокэнинами. Однако в период Эдо хатамото были высшими вассалами рода Токугава, а гокэнины — низшими. На практике не существовало разницы между ними относительно уровня дохода, но хатамото имели особые привилегии — право встречи с сёгуном и право носить оружие в его присутствии.
Слово «хатамото» означает «под знамёнами», часто переводится как «знаменосец» и соответствует европейскому званию «знамённого рыцаря» — баннерета. Другим понятием для хатамото эпохи Эдо было дзикисан хатамото (яп. 直参旗本), иногда переводимое как «прямые хатамото сёгуна», которое служит для объяснения разницы между ними и предыдущими поколениями хатамото, служившими разным феодалам.